# Halkların Demokratik Partisi
Die Halkların Demokratik Partisi (Kurzbezeichnung: HDP; türkisch für Demokratische Partei der Völker, auf kurdisch: Partiya Demokratîk a Gelan) ist eine linksgerichtete politische Partei in der Türkei. Sie befürwortet Minderheitenrechte, insbesondere für die kurdische Minderheit.
Bei der Parlamentswahl im Juni 2018 konnte die HDP mit 11,7 % der Stimmen die Zehn-Prozent-Hürde überwinden und stellt 56 von 600 Abgeordneten (Stand: 22. November 2020) im Parlament der Türkei. Damit war die HDP bis zur Wahl 2023 die drittgrößte Fraktion im Parlament. Sie ist die erste mehrheitlich kurdische Partei überhaupt, die direkt ins Parlament gewählt wurde.
Der HDP wird von verschiedenen Parteien, Politikern, Wissenschaftlern und vom Außenministerium vorgeworfen, sich von der PKK nicht deutlich genug zu distanzieren bzw. Verbindungen zu ihr zu haben.

## Programm und Organisation
Satzungsziel ist es, eine demokratische Volksherrschaft zu errichten und den Menschen ein würdiges Leben ohne Repression, Ausbeutung und Diskriminierung zu ermöglichen. Adressaten sind u. a. alle Unterdrückten und Ausgebeuteten und alle Völker und Glaubensgemeinschaften, die geleugnet und ausgebeutet werden. Alle Führungspositionen sollen jeweils von einer Frau und einem Mann zusammen ausgeübt werden. Die Partei ist eine Dachpartei bestehend aus der Demokratik Bölgeler Partisi (DBP) und verschiedenen kleineren linken Gruppierungen und Parteien.

## Geschichte

### Gründung und Bezüge zu anderen Gruppierungen
Die Partei ging 2012 formal aus dem Halkların Demokratik Kongresi (deutsch: „Demokratischer Kongress der Völker“) hervor und wird dem linken kurdischen Spektrum zugerechnet. Mehrere prominente Abgeordnete der pro-kurdischen Partei BDP wechselten im Oktober 2013 offiziell zur HDP, mit der es erhebliche personelle Überschneidungen gibt. Führende Politiker der BDP und HDP erklärten, dass die BDP im Westen der Türkei als HDP auftrete.
Auf einem Parteitag am 27. Oktober 2013 in Ankara wurden Ertuğrul Kürkçü und Sebahat Tuncel zu den Parteivorsitzenden gewählt. Da es aber im türkischen Parteiengesetz keine Doppelspitze geben kann, wurde Tuncel offizielle Parteivorsitzende. Mitglied des ebenfalls neugewählten damals 80-köpfigen Parteivorstandes sind drei Vertreter der LGBT-Bewegung, ein Häftling der Gezi-Park-Bewegung, Personen des öffentlichen Lebens und unterschiedlicher ethnischer Gruppen und mit Hüda Kaya eine Vertreterin für gläubige Muslime. Die kurz vor diesem Parteitag gegründete HDP dient als Dachorganisation prokurdischer und sozialistischer Parteien, von Aktivisten aus der Gewerkschafts-, Frauen-, Homosexuellen- und Umweltbewegung sowie von Vertretern religiöser und ethnischer Minderheiten.
Als ihr Gründungs-Initiator gilt der inhaftierte Vorsitzende der PKK, Abdullah Öcalan. Öcalan hatte die BDP aufgefordert, „die kurdische Bewegung und die Linke der Türkei zusammenzubringen“. In einem schriftlichen Grußwort bezeichnete Öcalan die HDP als „die historische Erbin des revolutionären Kampfes“. Er verwies darauf, dass die radikale politische Linke um den türkischen Studentenführer Mahir Çayan, der 1971 in einem Schusswechsel mit der Polizei in Kızıldere getötet wurde, die Entstehung der kurdischen Widerstandsbewegung inspiriert habe. Mit dem früheren Guerillaaktivisten Ertuğrul Kürkçü wurde der einzige Überlebende des Kızıldere-Vorfalls zum Vorsitzenden der HDP gewählt. Kürkçü beschrieb die generelle Orientierung der Partei als sozialistisch und antikapitalistisch: „Wir bestehen auf dem Sozialismus. Die Menschheit kann mit dem Kapitalismus nicht überleben“. Kürkçü und die zur Co-Vorsitzenden gewählte kurdische Politikerin Sebahat Tuncel hatten die BDP-Fraktion verlassen, um gemeinsam mit weiteren linken Abgeordneten die HDP im Parlament zu vertreten. Neben der Gründung der HDP und dem Aufgehen ihrer Vorgängerin BDP in der neuen Partei erfolgte auch die Kandidatur des HDP-Kovorsitzenden Selahattin Demirtaş bei den Staatspräsidentenwahlen auf Weisung Öcalans hin, der selbst kein Mitglied der Partei ist. Auf diese Weise bestimmen nach Einschätzung des Türkei-Experten Günter Seufert (Stiftung Wissenschaft und Politik) inoffizielle Machtstrukturen selbst das Handeln der legalen Partei, die über formale und vom Staat kontrollierte Entscheidungsmechanismen verfügt. Die HDP kann demnach als Teil der von der PKK dominierten und stark zentralistisch strukturierten kurdischen Nationalbewegung betrachtet werden, die dem türkischen Staat in den Verhandlungen mit der Türkei somit in Gestalt einer legalen Partei (HDP) gegenübertritt, ebenso wie als Zusammenschluss zivil-gesellschaftlicher Organisationen (DTL), als militärische Organisation (HPG) mit Zentrum in den Kandil-Bergen, als in Brüssel beheimatete Exilorganisation (KNK) und als charismatische Führerfigur (Abdullah Öcalan).
Zu den Kommunalwahlen im März 2014 plante die BDP, in den kurdischen Landesteilen noch Kandidaten unter ihrem Namen aufzustellen, während im Westen der Türkei erstmals die HDP antreten sollte.
Der Abgeordnete Sırrı Süreyya Önder, der eine zentrale Rolle zu Beginn des Gezi-Park-Protests gespielt hatte, sah eine Verbindung in der kurdischen Widerstandsbewegung und den Gezi-Protesten bis hin zu den Protesten gegen den Straßenbau auf dem Universitätscampus der Technischen Universität des Nahen Ostens (ODTÜ) in Ankara: „Der Prozess, der mit der kurdischen Freiheitsbewegung begann und mit Streiks, den Newroz-Feiern und Gezi-Park-Aktionen fortgesetzt wurde, fand seine Krönung im Widerstand an der Technischen Universität des Nahen Ostens“. Es sei die Zeit, so Önder, für einen „Barrikadenbau“ gekommen, wobei die HDP „der Zement dieser Barrikade“ sei. Die Ursprünge der HDP lägen in der Wahlallianz zwischen der prokurdischen BDP und sozialistischen Gruppierungen. Stärkste Kraft im Bündnis sei die BDP, die neben einer über 30-köpfigen Parlamentsfraktion etwa 100 Bürgermeister in den kurdischen Landesteilen stelle. Linke Vereinigungen wie die Partei der Arbeit (EMEP) und die Partei der Sozialistischen Demokratie (SDP) hätten wiederum in der Protestbewegung im Sommer eine wichtige Rolle gespielt.

### Anschläge auf Kundgebungen und Einrichtungen der HDP
Während des Wahlkampfes kam es im Juni 2015, kurz vor der Wahl, zu einem Bombenanschlag während einer HDP-Kundgebung in Diyarbakır, bei dem mindestens zwei Menschen getötet wurden. Zuvor fanden bereits mehrere Anschläge auf HDP-Büros statt. Am 10. Oktober 2015 kamen bei einem Terroranschlag auf eine HDP-Kundgebung in Ankara 102 Personen ums Leben und 500 wurden verletzt.
Unter dem Vorwand enge Verbindungen zur PKK zu unterhalten, geriet die HDP seit Beginn der neueren Auseinandersetzungen zwischen türkischen Streitkräften und der PKK zunehmend unter Druck. Neben politischem Druck kam es auch zu Verhaftungen und tätlichen Angriffen auf Parteigebäude.

### Wahlteilnahmen
Die Partei nahm im März 2014 erstmals an den Kommunalwahlen in der Türkei teil. Durch die Mitgliedschaften von Ertuğrul Kürkçü, Sebahat Tuncel, Sırrı Süreyya Önder und Abdullah Levent Tüzel wurde die HDP dadurch die fünfte Partei in der Großen Nationalversammlung der Türkei. Nachdem die vier Abgeordneten Gürsel Yıldırım, İbrahim Ayhan, Selma Irmak und Faysal Sarıyıldız im Februar 2014 im Rahmen der KCK-Prozesse aus der Untersuchungshaft entlassen wurden, schlossen sie sich kurz darauf ebenfalls der HDP an. Mit dem Übertritt fast aller BDP-Abgeordneter Ende April 2014 hatte die HDP 29 Abgeordnete und damit Fraktionsstärke.

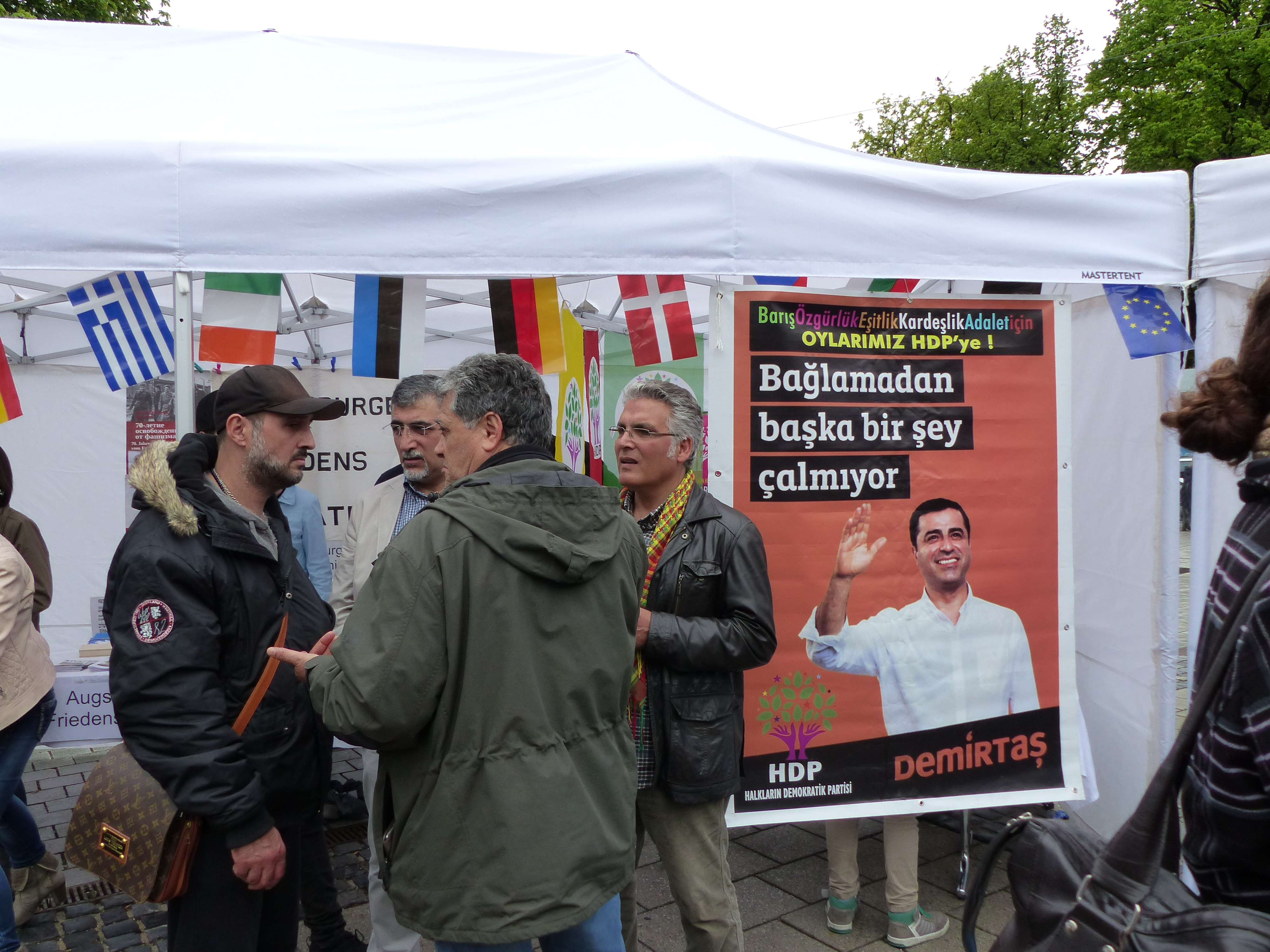
Wahlkampf der HDP in Deutschland im Mai 2015

Bei der Parlamentswahl im Juni 2015 gelang der Partei etwas überraschend mit 13,1 % der Wählerstimmen und 80 Sitzen der Einzug ins Parlament. Sie verhinderte damit auch eine weitere absolute Mehrheit für die seit 2002 alleine regierende AKP – es wäre die vierte gewesen – sowie die Hoffnung der AKP, eine verfassungsändernde Mehrheit für ein Präsidialsystem zu Gunsten von Präsident Erdoğan zu gewinnen, der sich seit seiner Wahl 2014 auf repräsentative Aufgaben beschränken musste. Weil somit nach der Wahl keine klaren Mehrheitsverhältnisse zustande kamen und die AKP nicht fähig bzw. gewillt war, mit einem Koalitionspartner zu regieren (scheiternde Koalitionsverhandlungen galten als vorgeschoben), wurde zunächst ein Kabinett mit Ministern aus allen Parteien zusammengestellt, die sich an der Regierung beteiligen wollten. Die HDP beteiligte sich ebenfalls und stellte so im Übergangskabinett Kabinett Davutoğlu II erstmals mit Ali Haydar Konca und Müslüm Doğan zwei Minister. Sie traten im September 2015 aus Protest gegenüber dem Vorgehen der Regierung in den Kurdengebieten zurück.
Bei den vorgezogenen Parlamentswahlen im November 2015 war unsicher, ob der Wiedereinzug für die HDP gelingen würde, letztlich erhielt sie 10,7 % der Stimmen und 59 Sitze; die AKP erreichte trotz des knappen Wiedereinzugs der HDP mit großer Unterstützung der Staatsmedien und einem auf den Wiedergewinn der absoluten Mehrheit zur Regierungsfähigkeit fokussierten Wahlkampf überraschend mit einem deutlichen Stimmenplus wieder die Regierungsmehrheit. In der Zwischenzeit etablierte die AKP bereits nach dem Putschversuch 2016 im folgenden Ausnahmezustand eine Präsidentenregierung über Dekrete, bevor sie 2017 über ein knapp ausgegangenes Referendum das Präsidialsystem einführte. Zuvor war für zahlreiche HDP-Abgeordnete die parlamentarische Immunität aufgehoben worden. Bei den im neuen Regierungssystem von nun an mit der Präsidentschaftswahl verbundenen vorgezogenen Parlamentswahlen im Juni 2018 erhielt die HDP 11,7 % der Stimmen und 67 Sitze. Erdoğan wurde trotz deutlich gesunkener Zustimmung und dem erneuten Verlust der Parlamentsmehrheit für die AKP durch das neue Bündnis seiner Partei mit der ehemals verfeindeten nationalistisch-sekulären MHP wiedergewählt.
Bei der Kommunalwahl im März 2019 konnte die HDP zusammen mit drei Großstädten (Diyarbakır, Mardin und Van) insgesamt 65 Bürgermeisterposten gewinnen. Seitdem sind von der türkischen Regierung im Laufe diverser Gerichtsverfahren 36 Bürgermeister – inklusive aller Großstädte – ihres Amtes enthoben und durch Mitarbeiter des Innenministeriums ersetzt worden (Stand Mitte März 2020).
Zur Präsidentschaftswahl im Mai 2023 trat die HDP, auch wegen eines drohenden Verbotsverfahrens noch vor der Wahl, gemeinsam mit anderen linksgerichteten Parteien auf der Liste der Yeşil Sol Parti (deutsch: Grün Linke Partei) an. Dies sollte das Lager des derzeitigen Oppositionsführers Kemal Kilicdaroglu gegen Amtsinhaber Erdoğan stärken.

## Nähe zur PKK und Repressionen seitens der türkischen Regierung gegen die HDP
Der HDP wird von Seiten der regierenden Adalet ve Kalkınma Partisi (AKP), Milliyetçi Hareket Partisi (MHP), Iyi Parti (IYI) und des türkischen Präsidenten Erdoğan vorgeworfen, der von vielen Staaten als Terrororganisation eingestuften PKK nahezustehen bzw. sich nicht deutlich genug von ihr zu distanzieren.
In der Türkei, aber auch bei der NATO, in den USA und bei mehreren anderen Staaten, ist die PKK als eine Terroristische Vereinigung klassifiziert. Ein Urteil des Europäischen Gerichtshofs, nachdem die Einstufung der PKK auf der EU-Terrorliste für die Jahre 2014 bis 2017 aufgrund von Verfahrensfehlern für nichtig erklärt wurde, ist aufgrund eines neuen Beschlusses der EU zur Terrorliste wirkungslos, da die bereits 2002 erfolgte Eintragung auf der Terrorliste relevant bleibt. Die EU wirft der PKK unverändert vor, mit Waffengewalt und Anschlägen für einen kurdischen Staat oder ein Autonomiegebiet im Südosten der Türkei zu kämpfen.
Die HDP sowie auch die UNO und mehrere andere Staaten auch definieren die PKK nicht als Terrororganisation. Ende Juli 2015 erklärte der HDP-Vorsitzende Selahattin Demirtaş gegenüber einem deutschen Journalisten, dass es jedoch keine Verbindungen zur oder gar Weisungen von der PKK gebe. Andererseits erklärte das HDP-Parteimitglied Ertuğrul Kürkçü: „Wenn wir sagen würden, dass wir gegen alles sind, was die PKK tut, dann wäre das nicht sehr überzeugend … dass HDP und PKK vielfach verwandtschaftlich verbunden sind und dass sogar der Bruder des HDP-Spitzenkandidaten Selahattin Demirtas bei den Rebellen in den Bergen ist … Das kurdische Volk hält diese Leute nicht für Terroristen …“
Am 18. Februar 2016 scheiterte im türkischen Parlament in einer Sondersitzung eine gemeinsame parteiübergreifende Verurteilung des durch einen Arm der PKK verübten Bombenanschlags in Ankara vom 17. Februar 2016. Die schließlich verabschiedete Erklärung wurde von allen Parteien außer der HDP-Fraktion unterstützt, welche in der Parlamentsdebatte ihre Ablehnung damit begründete, in der Erklärung auch den vom IS durchgeführten Anschlag in Suruç 2015, den Bombenanschlag in Diyarbakir vom 5. Juni 2015 und andere Attentate in der Erklärung explizit erwähnt haben zu wollen.
Die Teilnahme der Parlamentsabgeordneten Tuğba Hezer (HDP) an einer Beerdigung eines mutmaßlichen PKK-Attentäters in Van wurde von der Regierungspartei AKP, wie auch von der größten Oppositionspartei der kemalistischen CHP, als „Hochverrat“ und Unterstützung einer Terrororganisation bezeichnet und die Aufhebung der Immunität Tuğba Hezers gefordert. Ayhan Bilgen, der Parteisprecher der HDP, verteidigte Hezers Besuch bei der Trauerfeier, weshalb auch Bilgen vorgeworfen wurde, sich nicht eindeutig vom Terror zu distanzieren.
Der HDP-Abgeordnete Abdullah Zeydan wurde im Juli 2017 vor einem Gericht zu einer Haftstrafe von acht Jahren, einem Monat und 15 Tagen für „Propaganda und Unterstützung einer Terrororganisation“ verurteilt, nachdem er im Juli 2015 an die türkische Regierung gerichtet erklärte, „… [die PKK sei so mächtig, dass] sie Euch in ihrer Spucke ertränken könnte …“. Nach einer Berufung vor einem regionalen Berufungsgericht wurde Zeydans Verurteilung zur Freiheitsstrafe aufgehoben, aber im Januar 2018 vor der fünften Strafkammer des Gerichts von Diyarbakirs erneut verhängt.
Im Februar 2018 begründete der Hamburger Sozialwissenschaftler Yaşar Aydın den Wählerschwund der HDP zwischen den Parlamentswahlen im Juni 2015 und November 2015 mit ihrer politischen Inkompetenz, „… sich eindeutig von der PKK zu distanzieren …“. Hinsichtlich der politischen Rolle der HDP prognostizierte Aydın, diese werde „…abhängig davon sein, ob sie es schafft, sich glaubhaft von der PKK zu emanzipieren …“.
Im November 2018 traten vier HDP-Abgeordnete (Leyla Güven, Tayip Temel, Murat Sarısaç und Dersim Dağ) in einen unbegrenzten solidarischen Hungerstreik gegen die Isolationshaft des PKK-Gründers/-Vorsitzenden Öcalan, der wegen Hochverrat seit 1999 inhaftiert ist. Gemäß Human Rights Watch (1998) gilt Öcalan als Verantwortlicher für die „crimes against humanity“ (deutsch Verbrechen gegen die Menschlichkeit) zwischen 1992 und 1995 in der Türkei, speziell für die mutwillige Ermordung unschuldiger Zivilisten. Diese politische Hungerstreik-Aktion war „… innerhalb der türkisch-kurdischen Linken umstritten …“ und stieß innerparteilich auf Kritik. Diese vier HDP-Abgeordneten gehorchten im Mai 2019 der Aufforderung Öcalans, nicht weiter zu hungern, und beendeten somit den Hungerstreik.
Der Politikwissenschaftler Murat Somer der Privatuniversität Koç in Istanbul konstatierte und forderte die HDP im Februar 2021 auf: „… Sie [müsse] sich deutlicher von Terror und Gewalt distanzieren. Nur so hat die türkische Opposition eine echte Chance …“. Im März 2021 erwartet auch das Auswärtige Amt Deutschlands von der HDP „… eine klare Abgrenzung gegenüber der PKK, die auch in der EU als terroristische Organisation gelistet ist …“.

### Aufhebung der Immunität durch Verfassungsänderung
Am 20. Mai 2016 wurde die Verfassung in der Form geändert, dass es einfacher wurde, die Immunität türkischer Parlamentsabgeordneter aufzuheben. Von dieser Verfassungsänderung war besonders die HDP betroffen, da gegen 50 ihrer 59 Abgeordneten ermittelt wurde. Im Falle einer Verurteilung verlieren die Abgeordneten ihr Mandat. Es wurde kolportiert, dass durch dieses Vorgehen die Anzahl an HDP-Abgeordneten reduziert werden soll, um der AKP die notwendige Mehrheit für die Implementierung einer präsidialen Republik in der Türkei zu ermöglichen. Dies wurde unter anderem von der deutschen Bundeskanzlerin Angela Merkel als Aushöhlung des Rechtsstaats kritisiert. In den folgenden Monaten wurde mit der Ansetzung eines Verfassungsreferendums durch eine 60-%-Mehrheit mit Hilfe der MHP jedoch ein anderer Weg zum präsidialen System gewählt. Dem Staatspräsidenten Erdogan wird vorgeworfen, dass er mit dieser Verfassungsänderung (die nach dem Verfassungsreferendum im Jahr 2017 auch tatsächlich erfolgte) politische Gegner ins Visier nehmen will. Zwar wurde die Immunität von Parlamentariern aller vier in der Großen Nationalversammlung vertretenen Parteien aufgehoben, doch sei die türkische Justiz mittlerweile weitestgehend mit Erdogan-getreuem Personal besetzt, sodass internationale Journalisten und Beobachter davon ausgehen, dass dieser Vorgang im Wesentlichen zur Bekämpfung der HDP als Opposition eingesetzt wird. EU-Parlamentspräsident Martin Schulz bezeichnete den Vorgang als einen schweren Schlag gegen die türkische Demokratie, wörtlich sagte er: „Seit den letzten Wahlen wird systematisch der Rechtsstaat ausgehöhlt und eine Ein-Mann-Herrschaft zementiert.“

### Festnahme von Parlamentsmitgliedern
In der Nacht auf den 4. November 2016 wurden mehrere Parlamentsmitglieder der Partei festgenommen. Nachdem sie dem Haftrichter vorgeführt worden waren, wurde gegen neun von ihnen Untersuchungshaft verhängt. Dabei handelte es sich um die HDP-Vorsitzenden Figen Yüksekdağ und Selahattin Demirtaş sowie um Nursel Aydoğan, Leyla Birlik, Gülser Yıldırım, İdris Baluken, Abdullah Zeydan, Ferhat Encü und Selma Irmak. Unter anderem wird ihnen von den türkischen Behörden Mitgliedschaft in einer terroristischen Vereinigung vorgeworfen. Am 4. November wurde auch Sebahat Tuncel festgenommen, dem Haftrichter vorgeführt und kam in Untersuchungshaft. Die politisch motivierten Festnahmen wurden von den USA und der EU deutlich kritisiert. Bundesaußenminister Steinmeier bestellte den türkischen Gesandten ein und stellte in einer Erklärung fest, dass zwar niemand das Recht der Türkei bestreite, gegen Terrorismus vorzugehen, dies dürfe aber „nicht als Rechtfertigung dafür dienen, die politische Opposition mundtot zu machen oder gar hinter Gitter zu bringen.“ Bundespräsident Gauck stellte öffentlich die Frage, ob das Vorgehen der Erdogan-Regierung „die endgültige Abkehr vom Weg in Richtung Europa“ sei. Nach den Festnahmen kündigte die HDP einen Boykott des Parlaments an.
Nach Bombenanschlägen in Istanbul, zu dem sich die PKK-Splittergruppe TAK bekannte, wurden am 12. Dezember 2016 rund 237 höherrangige Mitglieder der Partei, darunter die HDP-Vorsitzenden Istanbuls und Ankaras, ohne ihnen eine Tatbeteiligung vorzuwerfen, wegen angeblicher PKK-Verbindungen inhaftiert. Der türkische Innenminister Süleymann Soylu definierte als Regierungsaufgabe, angebliche Marionetten aus der Region „für immer zu eliminieren“.
Bis März 2017 wurden laut Human Rights Watch 13 HDP-Abgeordnete verhaftet und 82 Kommunen im kurdisch geprägten Südosten der Türkei unter staatliche Zwangsverwaltung gestellt. Am Morgen des 31. März 2017 ließ Demirtaş über seine Partei verkünden, in den Hungerstreik zu treten. Dieser konnte jedoch bereits am Abend desselben Tages aufgrund von Zusagen der Besserung seitens der Gefängnisleitung beendet werden.

### Absetzung von HDP-Bürgermeistern
Nachdem bei der Kommunalwahl in der Türkei im Jahr 2019 insgesamt 65 HDP-Politiker zu Bürgermeistern gewählt wurden, sind bis einschließlich September 2020 insgesamt 47 neu gewählte HDP-Bürgermeister von der türkischen Regierung abgesetzt und durch staatliche Zwangsverwalter ersetzt worden. Die türkische Regierung nannte eigens erhobene Vorwürfe der Terrorunterstützung und -propaganda sowie Mitgliedschaft einer terroristischen Organisation als Gründe.

### Verhaftungswelle im Herbst 2020
Im September 2020 begann eine weitere gegen die HDP von der türkischen Regierung angeordnete Verhaftungswelle. Zunächst wurden gegen 82 Personen, darunter zahlreiche ehemalige Abgeordnete und Bürgermeister der HDP, wie den Co-Bürgermeister der Stadt Kars, Ayhan Bilgen und die früheren Parlamentsabgeordneten Sırrı Süreyya Önder, Ayla Akat Ata und Emine Ayna Haftbefehle erlassen. Zudem kündigte die Generalstaatsanwaltschaft an, die Aufhebung der Immunität von sieben HDP-Abgeordneten zu beantragen. Ende September wurden im südosttürkischen Diyarbakır 14 Personen verhaftet. Anfang Oktober 2020 folgte in der Provinz Kars eine weitere Razzia gegen die HDP mit mindestens 19 Festnahmen. Die Co-Bürgermeisterin Şevin Alaca und ihre Stellvertreterin sowie Stadt- und Provinzratsmitglieder wurden auf Anordnung des Innenministeriums ihres Amtes enthoben. Gegen die meisten der Festgenommenen wurde unter der Begründung Fluchtgefahr, ohne Anwesenheit von Rechtsbeiständen, Untersuchungshaft verhängt.
Hintergrund war ein im Herbst 2019 eröffnetes Ermittlungsverfahren der Generalstaatsanwaltschaft Ankara, die den Betroffenen unter anderem Anstachelung zur Gewalt, versuchte Zerstörung der Einheit und Integrität des Staates, Mord, Plünderung und Freiheitsberaubung vorwirft. Aufgrund der Haltung der türkischen AKP-Regierung beim Kampf der Kurden gegen die versuchte Besetzung der syrisch-kurdischen Grenzregion um Kobanê durch IS-Milizen, weder selbst militärische Hilfe zu senden noch kurdische Kämpfer oder Waffen zur Unterstützung über die Grenze zu lassen, hatte die HDP im Oktober 2014 die Bevölkerung Nordkurdistans und der Türkei zum Protest gegen die Regierung aufgerufen. Das hatte in vielen türkischen Städten zu Straßenschlachten mit türkischen Sicherheitskräften, mit mindestens 37 Toten, großteils auf Seiten der Protestierenden, geführt. Die HDP hatte im Parlament mehrfach Anträge gestellt, die Unruhen untersuchen zu lassen, doch wurden alle abgelehnt. Laut der Staatsanwaltschaft Ankara kam es bei den Protesten im Oktober 2014 zu Angriffen gegen 326 Sicherheitskräfte und 435 Zivilisten.

### Verbotsantrag im März 2021
Am 17. März 2021 beantragte die Generalstaatsanwaltschaft des Obersten Gerichtshofs in der Türkei, die HDP vom Verfassungsgericht verbieten zu lassen. Die Staatsanwaltschaft warf der HDP „terroristische Aktivitäten“ vor. Zur weiteren Begründung hieß es, HDP-Mitglieder hätten mit ihren Aussagen und Handlungen beabsichtigt, die Integrität des Staates zu untergraben. Die HDP wies die Vorwürfe zurück. Am selben Tag wurde dem HDP-Repräsentanten Ömer Faruk Gergerlioğlu der Parlamentssitz und damit die Immunität entzogen. Ein Berufungsgericht hatte zuvor eine zweieinhalbjährige Haftstrafe wegen Terrorpropaganda gegen Gergerlioğlu bestätigt. Er hatte am 9. Oktober 2016 auf Twitter ein Foto geteilt, auf dem sowohl die türkische, als auch die Flagge der PKK zu sehen war. Die Staatsanwaltschaft warf ihm vor, die Flagge einer terroristischen Organisation zu legitimieren, während das Bild, nach seiner Darstellung, zu einer friedlichen Lösung des Kurdenkonflikts aufrufen sollte. Die im März eingereichte Verbotsklage wurde vom Gericht aufgrund formaler Mängel abgewiesen. Daraufhin reichte die Generalstaatsanwaltschaft im Juni 2021 erneut Klage ein, die vom Verfassungsgericht zur Entscheidung angenommen wurde.

## Wahlergebnisse

### Parlamentswahlen
| Jahr          | Stimmen total | Stimmen in % | Sitze im Parlament |
| ------------- | ------------- | ------------ | ------------------ |
| Juni 2015     | 6,058,489     | 13,12 %      | 80                 |
| November 2015 | 5,148,085     | 10,76 %      | 59                 |
| 2018          | 5,867,302     | 11,70 %      | 67                 |

### Präsidentschaftswahlen
| Jahr | Stimmen total | Stimmen in % | KandidatIn          |
| ---- | ------------- | ------------ | ------------------- |
| 2014 | 3,958,048     | 9.77         | Selahattin Demirtaş |
| 2018 | 4,205,219     | 8.40         | Selahattin Demirtaş |

## Abgeordnete der HDP im türkischen Parlament (Auswahl)
- Pervin Buldan (Co-Vorsitzende)
- Mithat Sancar (Co-Vorsitzender)
- Sezai Temelli
- Ayhan Bilgen
- Ömer Öcalan,[83] der Neffe von Abdullah Öcalan[84]
- Garo Paylan
- Feleknas Uca
- Meral Danış Beştaş

## Ehemalige HDP-Abgeordnete im türkischen Parlament (Auswahl)
- Selahattin Demirtaş
- Figen Yüksekdağ
- Sırrı Süreyya Önder
- Hüda Kaya, Journalistin und Buchautorin
- Ertuğrul Kürkçü, Journalist und Schriftsteller
- Leyla Zana
- Ahmet Şık, investigativer Journalist trat im Mai 2020 freiwillig als Istanbuler Abgeordneter aus der HDP aus, aufgrund des innerparteilichen Demokratieverständnisses[85]
- Ömer Faruk Gergerlioğlu